# 100BASE-FX
100BASE-FX est un lien Ethernet en fibre optique multimode à gradient d’indice.

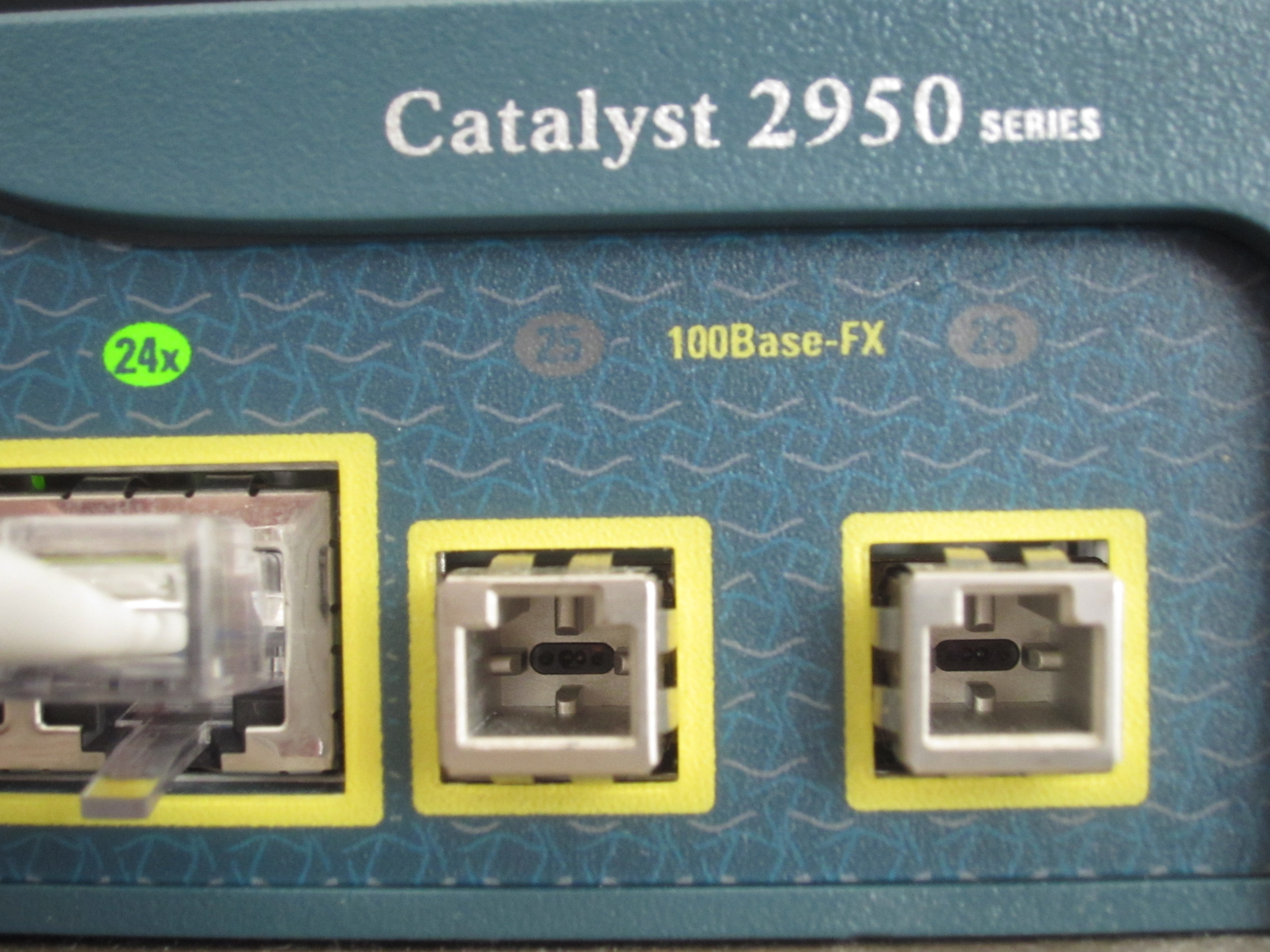
Deux ports 100BASE-FX sur un commutateur réseau Cisco Systems

Le 100BASE-FX est défini pour fonctionner avec deux brins de fibre optique multimode (MMF) par lien, un pour la transmission de données, l’autre pour la réception de données. La fibre utilisée est du type (62.5/125) et ce sur une longueur d’onde de 1350 nanomètre.
Il peut également fonctionner sur deux brins de fibre optique monomode (SMF) en duplex, fibre de type 9/125.
En multimode, la longueur des brins entre deux équipements est au maximum de 412 mètres en mode « half-duplex » et deux kilomètres en « full-duplex », cette limitation étant imposée par le temps que le signal passe dans les équipements du réseau.
En monomode, la longueur maximale varie de 10 à 80km suivant le type de fibre et d'optique.
Le standard Fast Ethernet indique un débit de 100Mbit/s.